# Уральский государственный аграрный университет
Уральский государственный аграрный университет (УрГАУ) — федеральное государственное бюджетное образовательное учреждение высшего образования в Екатеринбурге. Основан в 1940 году.

## История
Уральский государственный аграрный университет основан 5 февраля 1940 года как Свердловский сельскохозяйственный институт (ССХИ). Институт состоял из двух факультетов: ветеринарного и агрономического.
В 1940 году институту передана ветеринарная клиника.
В 1943 году институту передано учебно-подсобное хозяйство.
В 1947—1950 годах созданы факультеты заочного образования, зоотехнический и факультет механизации сельского хозяйства.
В 1966 году открыт факультет повышения квалификации.
В 1967 году начало строительства нового корпуса ССХИ.
В 1992 году создан факультет бухгалтерского учета.
В 1993 году институт реорганизован в Уральский сельскохозяйственный институт (УрСХИ). Создан факультет гуманитарной и довузовской подготовки.
В 1995 году УрСХИ присвоен статус Уральской государственной сельскохозяйственной академии (УрГСХА).  
В 2013 году Уральская государственная сельскохозяйственная академия переименована в Уральский государственный аграрный университет.

## Общие сведения
Уральский государственный аграрный университет — многопрофильное высшее учебное заведение, ведущее подготовку специалистов для всех отраслей агропромышленного комплекса. На пяти факультетах и институте университета обучается более 6000 студентов по 32 программам высшего, среднего профессионального и дополнительного образования. Подготовка специалистов осуществляется на 42 кафедрах.
Профессорско-преподавательский состав включает более 300 человек, в том числе 62 профессора и доктора наук, свыше 205 доцентов и кандидатов наук.
Работает два диссертационных совета по защите кандидатских и докторских диссертаций.
В Уральском ГАУ издаётся журнал Аграрный вестник Урала, который входит в перечень ВАК и других ведущих рецензируемых изданий России.
Среди выпускников университета Герои Социалистического труда, более сотни выпускников удостоены Почётных званий, более 10 человек стали лауреатами Государственных премий. 
В 2019 году Уральский ГАУ вошёл в тройку лучших отраслевых вузов страны по итогам рейтинга Министерства сельского хозяйства Российской Федерации. 
По итогам национального рейтинга ВУЗов проводимого «Интерфакс», по региональному признаку, Уральский ГАУ вошёл в ТОП-10 ВУЗов Уральского федерального округа.

## Ректоры
- 1940—1945 — Иванова Ольга Аркадьевна[2]
- 1945—1948 — Тулин, Александр Степанович
- 1948—1955 — Петров Василий Петрович
- 1955—1963 — Тураев, Николай Степанович
- 1963—1982 — Дормидонтов, Михаил Петрович
- 1982—1995 — Багин, Юрий Иванович
- 1995—2010 — Сёмин, Александр Николаевич
- 01.07.2010 — 10.01.2011 — и. о. Юсупов Мамед Лечиевич
- 10.01.2011 — ??.04.2011 — и. о. Шушарин Александр Данилович
- 2011—2017 — Донник, Ирина Михайловна[7][1]
- 31.10.2017 (и. о.), 20.04.2018 — н.в. — Лоретц, Ольга Геннадьевна[8][9]

## Факультеты и кафедры

### Факультет агротехнологий и землеустройства
- Кафедра растениеводства и селекции
- Кафедра овощеводства и плодоводства им. Н. Ф. Коняева
- Кафедра химии, почвоведения и агроэкологии
- Кафедра землеустройства

### Факультет ветеринарной медицины и экспертизы
- Кафедра хирургии, акушерства и микробиологии
- Кафедра инфекционной и незаразной патологии
- Кафедра морфологии и экспертизы

### Факультет биотехнологии и пищевой инженерии
- Кафедра зооинженерии
- Кафедра биотехнологии и пищевых продуктов
- Кафедра физической культуры и спорта
- Кафедра техносферной и экологической безопасности
- Кафедра пищевой инженерии аграрного производства

### Факультет инженерных технологий
- Кафедра математики и информационных технологий
- Кафедра сервиса транспортных и технологических машин и оборудования АПК
- Кафедра технологических и транспортных машин
- Кафедра технологии металлов и ремонта машин
- Кафедра электрооборудования и автоматизации технологических процессов

### Институт экономики, финансов и менеджмента
- Кафедра менеджмента и экономической теории
- Кафедра иностранных языков
- Кафедра бухгалтерского учёта и аудита
- Кафедра педагогики и психологии
- Кафедра философии

## Здание
В 1902 году в Екатеринбурге открылась художественно-промышленная школа, для размещения которой у овдовевшей купчихи А. А. Злоказовой была выкуплена одноэтажная кирпичная усадьба на Вознесенской горке. В 1913 году был надстроен второй этаж.  К 1940-му году здание (современный адрес Либкнехта, 42) было надстроено до 4 этажей и передано Сельскохозяйственному институту.